# SsangYong Istana
SsangYong Istana (кор. 쌍용 이스타나) — автомобиль для коммерческих перевозок, выпускавшийся корейской автомобильной компанией SsangYong c 1995 по 2014 год. Этот автомобиль был разработан совместно с Mercedes-Benz и оснащён двигателем, производившимся по лицензии MB. Предназначался в первую очередь для внутреннего рынка Кореи, автомобили для экспорта продавались по лицензии под маркой Mercedes-Benz MB100/MB140 и MB100D/MB140D с бензиновым и дизельным двигателями соответственно, существуют также варианты с правым рулем. В России в основном используется вариант для внутреннего рынка, основная зона использования — это Восточная Сибирь и Дальний Восток, в качестве маршрутного такси или на междугородних перевозках.
| Mercedes-Benz      | SsangYong                                        |
| ------------------ | ------------------------------------------------ |
| Mercedes-Benz 100  | SsangYoung Istana Prime E23 (М111)               |
| Mercedes-Benz 100D | SsangYoung Istana Prime OM662 (ОМ602)            |
| Mercedes-Benz 140  | SsangYoung Istana Super Prime/Omni E23 (М111)    |
| Mercedes-Benz 140D | SsangYoung Istana Super Prime/Omni ОM662 (ОМ602) |